# Mahmoud Hamada
Mahmoud Hamada (en árabe: محمود حمادة‎; Alejandría, Egipto, 1 de junio de 1994) es un futbolista de Egipto que juega en la posición de centrocampista con el Al-Masry SC de la Primera División de Egipto.

## Carrera

### Club
| Periodo   | Club                            |
| --------- | ------------------------------- |
| 2014-2016 | Olympic Club                    |
| 2016–2019 | Misr Lel Makkasa SC             |
| 2017–2019 | → El Entag El Harby SC (cedido) |
| 2019–2021 | Pyramids FC                     |
| 2021–2023 | Pharco FC                       |
| 2023–     | Al-Masry SC                     |

### Selección nacional
Hamada debutó con Egipto en la victoria por 3–0 sobre Níger en un partido amistoso el 23 de septiembre de 2022. Fue convocado para jugar en la Copa Africana de Naciones 2023.